# 1,5-diazacyklooktan
1,5-Diazacyklooktan je organická sloučenina s osmičlenným heterocyklem obsahujícím dva atomy dusíku. Jedná se o cyklický diamin.

## Příprava a reakce
1,5-Diazacyklooktan se připravuje alkylací hydrazinu pomocí 1,3-dibrompropanu.
N-H centra mohou být nahrazena mnoha jinými skupinami. Jako i jiné bis sekundární aminy kondenzuje DACO s aldehydy za vzniku bicyklických produktů. S ionty přechodných kovů vytváří příslušné cheláty.